# 悔やむ人たち
『悔やむ人たち』（原題: Ångrarna 、英: Regretters ）は、2010年に製作されたスウェーデンのドキュメンタリー映画。
日本では、2010年（第19回）東京国際レズビアン&ゲイ映画祭（7月16日・18日）にて上映された（同時上映は『私はアネカ』 I'm Just Anneke ）。また、EUフィルムデーズ2013（第11回）では『悔やむ人々』の題で上映された。

## 概要
トランスセクシュアル （ MTF:Male to Female ）の2人を追ったドキュメンタリー。

## キャスト
- オルランド・フェイギン
- マイケル・ヨハンソン